# Myotis yumanensis
Myotis yumanensis  (H. Allen, 1864) è un pipistrello della famiglia dei vespertilionidi diffuso nell'America settentrionale.

## Descrizione

### Dimensioni
Pipistrello di piccole dimensioni, con la lunghezza della testa e del corpo tra 38 e 45 mm, la lunghezza dell'avambraccio tra 32 e 38 mm, la lunghezza della coda tra 27 e 39,8 mm, la lunghezza del piede tra 6,2 e 9 mm, la lunghezza delle orecchie tra 9 e 13 mm e un peso fino a 7 g.

### Aspetto
La pelliccia è densa. Le parti dorsali sono giallo-crema, con la base dei peli scura. Le parti ventrali sono più chiare, con la base dei peli scura, tranne che nella parte posteriore dove sono interamente bianchi. Le orecchie sono moderate, con una rientranza a circa metà del margine esterno. Il trago è lungo circa la metà del padiglione auricolare, ha il margine anteriore diritto, mentre quello posteriore è convesso alla base e affusolato verso la punta arrotondata. La parte finale è spesso dentellata. Le membrane alari sono brunastre pallide, traslucide e attaccate posteriormente alla base delle dita del piede. I piedi sono lunghi. Il calcar è lungo e termina con un piccolo lobo. L'uropatagio è brunastro pallido con il margine libero marcato di bianco.

## Biologia

### Comportamento
Si rifugia in colonie fino a 10.000 individui all'interno di grotte, edifici, miniere e sotto i ponti. I maschi generalmente sono solitari. L'attività di caccia inizia dopo il tramonto nel buio, volando molto basso sulle superfici d'acqua. Dopo aver mangiato inizia a bere e successivamente ritorna ai rifugi.

### Alimentazione
Si nutre di falene, tricotteri, moscerini, tipule, scarafaggi ed altri piccoli insetti.

### Riproduzione
Le femmine danno alla luce un piccolo alla volta tra maggio e giugno, dopo aver trattenuto lo sperma durante l'inverno. Diventano maturi sessualmente dopo un anno di vita. L'aspettativa di vita è di circa 9 anni.

## Distribuzione e habitat
Questa specie è diffusa nell'America settentrionale occidentale, dalla Columbia Britannica a nord fino al Messico centrale a sud e il Texas occidentale ad est.
Vive in diversi tipi di habitat, dai boschi di ginepro e ripariali alle regioni desertiche vicino distese d'acqua. Questa specie è strettamente associata a ambienti acquatici come fiumi, torrenti, laghi e stagni.

## Tassonomia
Sono state riconosciute 6 sottospecie:
- M.y yumanensis: Nevada, meridionale, California sud-orientale, Nuovo Messico, Arizona, Texas occidentale, Messico nord-occidentale;
- M.y.lambi (Benson, 1947): Bassa California;
- M.y.lutosus (Miller & G. M. Allen, 1928): Messico centro-occidentale;
- M.y.oxalis (Dalquest, 1947): California centrale e sud-occidentale;
- M.y.saturatus (Miller, 1897): Columbia Britannica sud-occidentale, Washington occidentale, Oregon occidentale, California nord e centro-occidentale;
- M.y.sociabilis (H. W. Grinnell, 1914): Columbia Britannica sud-orientale, Washington orientale, Oregon orientale, Idaho, Montana occidentale, Wyoming nord-occidentale, California nord-orientale.

## Conservazione
La IUCN Red List, considerato il vasto areale, la popolazione presumibilmente numerosa e la presenza in diverse aree protette, classifica M.yumanensis come specie a rischio minimo (Least Concern)).